# Eva Wagner-Pasquier

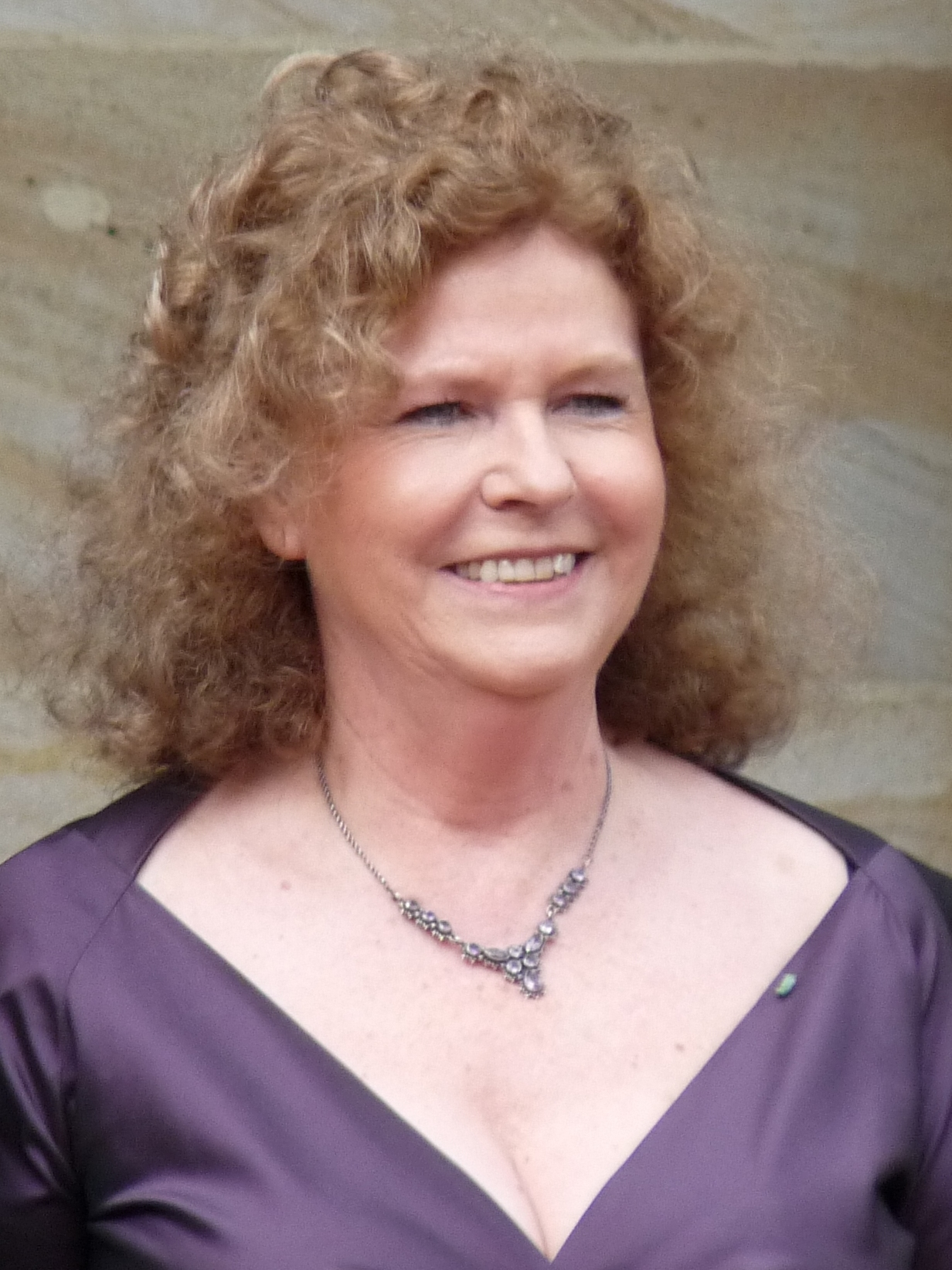
Eva Wagner-Pasquier bei der Eröffnung der Bayreuther Festspiele 2009

Eva Wagner-Pasquier (* 14. April 1945 in Oberwarmensteinach) ist eine deutsche Theatermanagerin. Von 2008 bis zum Ende der Saison 2015 war sie gemeinsam und gleichberechtigt mit ihrer Halbschwester Katharina Wagner künstlerische Leiterin und Geschäftsführerin der Bayreuther Festspiele.

## Leben
Eva Wagner-Pasquier ist die Tochter von Wolfgang Wagner und seiner ersten Frau Ellen Drexel und somit Urenkelin von Richard Wagner und Cosima Wagner und Ur-Urenkelin von Franz Liszt. Anfang April 1945 wurde Bayreuth von drei Bombenangriffen der 8. US-Luftflotte und der britischen Royal Air Force heimgesucht, die am 5. April auch das dortige Haus Wahnfried der Familie Wagner teilweise zerstörten. Evas Vater hatte Frau und Kind deshalb rechtzeitig nach Oberwarmensteinach im Fichtelgebirge gebracht, wo seine Mutter Winifred Wagner ein Landhaus hatte. Aus Sorge vor alliierten Tieffliegern kam Eva bei Kerzenschein dort zur Welt. Als Kind besuchte sie die Bayreuther Übungsschule der Lehrerbildungsanstalt, die heutige Jean-Paul-Schule.
Nach dem Tod Wieland Wagners war Eva Wagner von 1967 bis 1976 in Bayreuth als Assistentin ihres Vaters tätig. Sie entdeckte den Tenor Peter Hofmann und war maßgeblich an der Besetzung und den Proben für den „Jahrhundertring“ von Patrice Chéreau 1976 beteiligt. Danach verließ sie die Festspiele, da es aufgrund der Scheidung ihrer Eltern zu einer Entfremdung zwischen ihr und dem Vater gekommen war.
In der Folgezeit war Wagner-Pasquier Assistentin von August Everding und Otto Schenk und arbeitete an der Wiener Staatsoper. Bei der Produktionsfirma Unitel betreute sie mehr als 30 Opern- und 120 Konzertfilme. 1984 wurde Wagner-Pasquier Direktorin am Royal Opera House Covent Garden in London, 1987 übernahm sie die Programmdirektion in der Leitung der Opéra Bastille in Paris. Seither ist sie auch künstlerische Beraterin des Festival d’Aix-en-Provence und der Europäischen Musikakademie. Als Beraterin war sie u. a. auch für das Teatro Real in Madrid und die Metropolitan Opera in New York tätig.
2001 nominierte der Bayreuther Stiftungsrat mit einer Mehrheit von 22 zu 2 Stimmen Eva Wagner-Pasquier als künftige Festspielleiterin. Ihr Vater, der über einen zeitlich unbefristeten Arbeitsvertrag verfügte, lehnte damals dieses Votum ab, da er seine zweite Ehefrau Gudrun als Nachfolgerin favorisierte. Erst nach dem überraschenden Tod von Gudrun Wagner Ende 2007 kam es zu einer „behutsamen Wiederannäherung“ zwischen Wolfgang Wagner und Eva Wagner-Pasquier. Im April 2008 erklärte Wolfgang Wagner sich bereit, zugunsten seiner beiden Töchter – Eva und ihrer Halbschwester Katharina Wagner – zurückzutreten. Daraufhin reichten beide eine gemeinsame Bewerbung beim Stiftungsrat ein, die dieser am 1. September 2008 mit einer Mehrheit von 22 Stimmen (bei 2 Enthaltungen) annahm.
Der Vertrag von Eva Wagner-Pasquier, eine der beiden künstlerischen Leiterinnen der Bayreuther Festspiele, wurde nicht über das Jahr 2015 hinaus verlängert. Gegenüber dem Nordbayerischen Kurier erklärte sie ihren freiwilligen Amtsverzicht. Im Wortlaut: „Ich habe die Gesellschafter gebeten, mich ab September 2015 als Beraterin einzubinden.“ Als Beraterin der Festspiele wird sie sich um die Kommunikation zu den Richard-Wagner-Verbänden kümmern.
Eva Wagner-Pasquier ist mit dem Filmproduzenten Yves Pasquier verheiratet. Ihr gemeinsamer Sohn Antoine Amadeus Pasquier wurde 1982 geboren.

## Auszeichnungen
2016 Bayerischer Verdienstorden